# HMS Essex (1679)
Pour les autres navires du même nom, voir HMS Essex.
Le  HMS Essex est un vaisseau de ligne de troisième rang de 70 canons, construit pour la Royal Navy par les chantiers de Blackwall Yard et lancé en 1779. 

## Histoire

Plan de la bataille des cardinaux, avec la position du HMS Essex au moment de son naufrage.

Le 29 mai 1692, l'Essex prend part à la bataille de la Hougue au large du Cotentin, victoire de la flotte anglo-hollandaise sur la flotte française du vice-amiral de Tourville, pendant la guerre de la Ligue d’Augsbourg.
L'Essex est reconstruit à Rotherhithe en 1700, conservant ses 70 canons, puis à nouveau en 1713.
Le 23 octobre 1702, l'Essex participe à la bataille de Vigo, sous le commandement de John Hubbard ; le contre-amiral Fairborne est également à bord à cette occasion.
Le 20 mai 1736, le navire est entièrement démonté et reconstruit par les chantiers de Woolwich. Il demeure un 70 canons, adapté aux normes navales britanniques de 1719 (en) revues en 1733. L'Essex est lancé à nouveau le 21 février 1740.
En 1756, alors que John Campbell commande l'Essex, l'Astronome royal, James Bradley propose au Bureau des longitudes que le capitaine puisse vérifier des nouvelles théories de Tobias Mayer. Campbell s'en acquitte avec succès, face aux côtes bretonnes « bien qu'elles [les mesures] n'aient pas été effectuées avec le soin qu'elles auraient mérité, si j'avais été seul, dans la mesure où durant toute l'expédition, je devais demeurer en compagnie d'un amiral auquel je devais obéir […] » ; ses essais vont influencer profondément la navigation maritime durant les 250 années qui suivent.
Le vaisseau participe à la bataille des Cardinaux le 20 novembre 1759, sous les ordres de Lucius O'Brien. Il s'échoue sur le haut-fond du plateau du Four alors qu'il pourchasse le Soleil Royal.